# Fritz Bauer

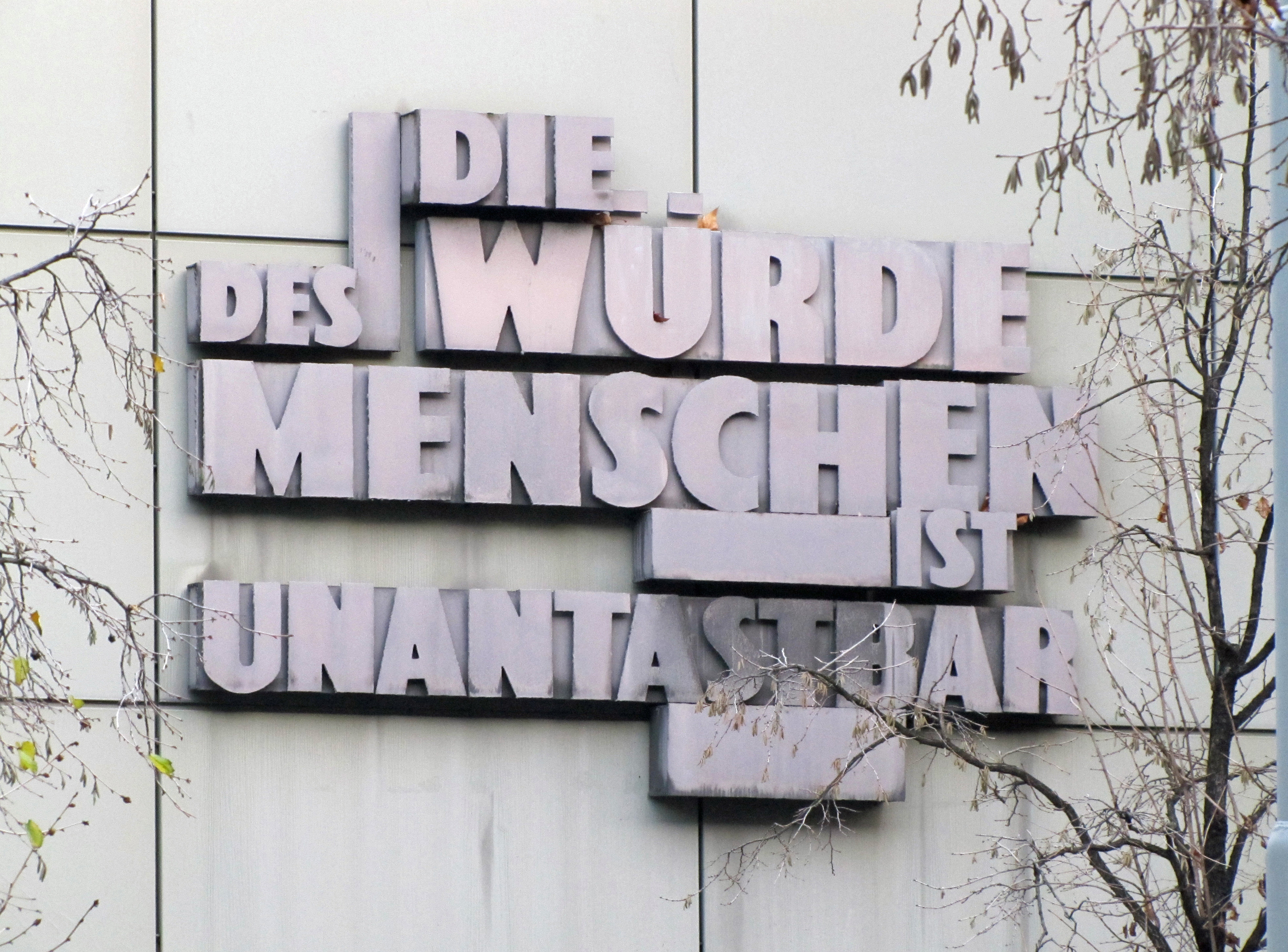
Godność ludzka jest nienaruszalna, napis umieszczony z inicjatywy Bauera na gmachu Sądu Krajowego we Frankfurcie

Fritz Bauer (ur. 16 lipca 1903 w Stuttgarcie, zm. 1 lipca 1968 we Frankfurcie nad Menem) – niemiecki sędzia i prokurator, prokurator generalny kraju związkowego Hesja (1956–1968). Odegrał decydującą rolę w przygotowaniu drugiego procesu oświęcimskiego we Frankfurcie i schwytaniu Adolfa Eichmanna.

## Życiorys

### Okres do końca II wojny światowej
Urodził się w rodzinie żydowskiej, był jednak zdecydowanym ateistą. Po nauce w Gimnazjum Eberharda Ludwika w Stuttgarcie studiował prawo na Uniwersytecie w Heidelbergu, Uniwersytecie Ludwika i Maksymiliana w Monachium oraz na Uniwersytecie w Tybindze. Po uzyskaniu doktoratu pod kierunkiem Karla Geilera został asesorem sądowym przy Sądzie Okręgowym w Stuttgarcie, a po dwóch latach najmłodszym sędzią okręgowym w Rzeszy Niemieckiej.
W 1920 został członkiem Socjaldemokratycznej Partii Niemiec (SPD). W 1931 objął kierownictwo oddziału Reichsbanner Schwarz-Rot-Gold (z niem. 'Czarno-Czerwono-Złoty Sztandar Rzeszy) w Stuttgarcie.
W związku z organizacją strajku generalnego przeciw przechwyceniu władzy przez narodowych socjalistów został uwięziony w dniu 23 maja 1933 i spędził osiem miesięcy w obozie koncentracyjnym w Heubergu w Badenii-Wirtembergii. Został również zwolniony z pracy w wymiarze sprawiedliwości.
W 1936 r. wyemigrował do Danii. Po zajęciu jej przez wojska niemieckie przebywał przez trzy miesiące w obozie; w październiku 1943 po rozpoczęciu wywózki Żydów duńskich do obozów śmierci uciekł do Szwecji. Tam, współpracując z Willym Brandtem, rozpoczął wydawanie czasopisma Sozialistische Tribüne.

### Działalność w okresie powojennym
W 1949 r. powrócił do Niemiec i został prezesem sądu krajowego w Brunszwiku, zaś w 1950 prokuratorem generalnym przy sądzie grodzkim tegoż miasta. W 1956 r. z inicjatywy premiera Hesji, Georga Augusta Zinna, został powołany na stanowisko prokuratora generalnego Hesji z siedzibą we Frankfurcie nad Menem i pozostał na tym stanowisku do końca życia.
Z jego inicjatywy uczestnicy zamachu na Hitlera 20 lipca 1944 zostali zrehabilitowani, a sąd uznał III Rzeszę za „państwo bezprawia”.
W 1959 r. spowodował, że Federalny Trybunał Sprawiedliwości Niemiec przekazał sprawę zbrodniarzy SS z KL Auschwitz-Birkenau do sądu krajowego we Frankfurcie nad Menem. W grudniu 1963 rozpoczął się proces karny przeciw Robertowi Mulce i 21 innym oskarżonym. Mulka został skazany na 14 lat więzienia.
Fritz Bauer przekazał izraelskiemu Mosadowi informację o miejscu pobytu Adolfa Eichmanna w Argentynie, uzyskaną od byłego więźnia obozu (Lothara Hermanna), zdecydowanie przyczyniając się do ujęcia zbrodniarza w maju 1960. Posłużył się pośrednictwem Mosadu, nie ufając władzom Niemiec.
Przeważająca część działalności Fritza Bauera w powojennych Niemczech przypadła na okres rządów Konrada Adenauera (1949–1963), kiedy to Niemcy unikały rozliczania się z udziału w zbrodniach nazistowskich. Znaczna część pracowników niemieckiego wymiaru sprawiedliwości o nazistowskiej przeszłości odnosiła się do Fritza Bauera z niechęcią. Musiał działać wbrew biernemu oporowi niektórych podwładnych. Bauer określił ten fakt z ironią: „Gdy opuszczam mój pokój służbowy, wchodzę na teren nieprzyjacielski”.

### Okoliczności śmierci
1 lipca 1968 został znaleziony martwy w swoim mieszkaniu we Frankfurcie. Prawdopodobną przyczyną śmierci był atak serca; wykluczono zarówno samobójstwo, jak i udział osób trzecich.

## Upamiętnienie
W 2016 przed kompleksem gmachów sądowych we Frankfurcie nad Menem stanął obelisk ku czci Fritza Bauera z upamiętniającą go tablicą.
11 stycznia 1995 powołano we Frankfurcie Instytut Fritza Bauera, od roku 2000 afiliowany przy tamtejszym Uniwersytecie Johanna Wolfganga Goethego.
Upamiętniono go również wystawą w Muzeum Żydowskim we Frankfurcie, czynną od kwietnia do września 2014, a następnie przeniesioną do Parlamentu Krajowego Turyngii na czas od grudnia 2014 do lutego 2015. Jego imieniem nazwano liczne ulice i obiekty wymiaru sprawiedliwości.
Życie Fritza Bauera stało się tematem czterech filmów dokumentalnych i fabularnych, między innymi Fritz Bauer kontra państwo (2015) i Im Labyrinth des Schweigen (Labirynt kłamstw z 2014).
Jego postać przewija się w dotyczącej drugiego procesu oświęcimskiego powieści Annette Hess pt. W niemieckim domu (tytuł oryginału: Deutsches Haus), wydanej w Polsce w 2019 nakładem Wydawnictwa Literackiego.

## Wybrane publikacje
- Das Verbrechen und Gesellschaft (Przestępstwo a społeczeństwo), Ernst Reinhardt, Monachium 1957.
- Widerstandsrecht und Widerstandspflicht des Staatsbürgers (Prawo do oporu i obowiązek oporu obywatela państwa), Frankfurt 1962.
- Widerstand gegen die Staatsgewalt. Dokumente der Jahrtausende (Opór przeciw władzy państwa), Fischer TB, Frankfurt 1965.
- Auf der Suche nach dem Recht (W poszukiwaniu prawa), Frankische Verlagshandlung, Stuttgart 1966.